# Эйдемиллер, Эдмонд Георгиевич
Эдмонд Георгиевич Эйдемиллер (26 ноября 1943, Тихвин — 31 марта 2020, Санкт-Петербург) — психотерапевт, один из основоположников семейной психотерапии (наравне с В. К. Мягер и А. И. Захаровым) и онтогенетически ориентированной индивидуальной и групповой психотерапии в СССР и России. Соавтор первой в СССР монографии по семейной психотерапии «Семейная психотерапия» (1990) и монографии «Психология и психотерапия семьи» (1999). Профессор, доктор медицинских наук, врач высшей категории.
Автор и соавтор 6 методов психологической диагностики, среди которых известный опросник «Анализ семейных взаимоотношений» (АСВ), методов групповой психотерапии «Теплые ключи», моделей краткосрочной аналитической психодрамы и аналитико-системной семейной психотерапии.
Заведующий кафедрой детской психиатрии, психотерапии и медицинской психологии СПб МАПО. Профессор кафедры психического здоровья и раннего сопровождения детей и родителей факультета психологии Санкт-Петербургского государственного университета.

## Биография
Родился 26 ноября 1943 года в Тихвине. В 1961 году поступил в Ленинградский педиатрический медицинский институт, через год перевелся в 1-й Ленинградский медицинский институт им. И. П. Павлова. Получив диплом в 1967 году, ещё год обучался в интернатуре по психиатрии в 1-м Ленинградском медицинском институте на базе Республиканской психиатрической больницы Марийской АССР в Йошкар-Оле. По окончании интернатуры работал эпилептологом, участковым психиатром в Республиканском психоневрологическом диспансере МАССР, цеховым психиатром в лечебно-трудовых мастерских психоневрологического диспансера Ждановского района города Ленинграда. В этот период жизни находился под сильным влиянием идей А. В. Снежневского, Д. С. Озерецковского, В. К. Смирнова и Сильвано Ариети.
В 1970—1975 годах Э. Г. Эйдемиллер обучался в клинической ординатуре и аспирантуре по психиатрии в Ленинградском научно-исследовательском психоневрологическом институте им. В. М. Бехтерева у А. Е. Личко. Затем работал младшим научным сотрудником в отделении подростковой психиатрии НИИ им. В. М. Бехтерева.
В 1976 году защитил кандидатскую диссертацию «Роль внутрисемейных отношений в развитии психопатий и психопатоподобных расстройств в подростковом возрасте». С 1982 года работал в ЛенГИДУВ (с 1993 — СПб МАПО, с 2011 влившийся в СЗГМУ им. Мечникова) в должностях ассистента, доцента, профессора. В 1990 году основал и возглавил курс детско-подростковой психотерапии, а в 1994 году защитил докторскую диссертацию: «Возрастные аспекты групповой и семейной психотерапии при пограничных нервно-психических расстройствах». В 2002 году в СПб МАПО была создана кафедра детской психиатрии, психотерапии и медицинской психологии, заведующим которой стал Э. Г. Эйдемиллер.
Основываясь на проведенных им исследованиях, Эйдемиллер сформулировал концепцию патологизирующего семейного наследования, став, наравне с В. К. Мягер и А. И. Захаровым, основоположником семейной психотерапии в СССР и России. В 1990 году Эйдемиллер опубликовал первую в СССР монографию «Семейная психотерапия» (1990, в соавторстве с В. Юстицкисом), а в 1999 году — монографию «Психология и психотерапия семьи».
Обучался в Лондоне в Центре Анны Фрейд и в Институте Групп-анализа. Прошёл обучение на семинарах корифеев семейной психотерапии и аналитической психодрамы В. Сатир, К. Витакера, К. Хааланд, А. Куклина, Д. Г. Барнс, Д. Физии, Д. Киппера, Г. Лейтц.
Э. Г. Эйдемиллер — автор более 180 научных работ, из них 8 монографий, под его руководством защищены 14 кандидатских и 1 докторская диссертации.
Основатель и член Координационного Совета Санкт-Петербургской Гильдии тренинга и психотерапии, член Координационного Совета Российской психотерапевтической ассоциации (РПА), председатель Санкт-Петербургского филиала Ассоциации детских психиатров и психологов, заместитель главного редактора журнала «Психическое здоровье детей и подростков», член редакционного совета журнала «Консультативная психология и психотерапия». Входил в научно-редакционный совет журнала «Медицинская психология в России». Член Большого Жюри в рамках Национального конкурса «Золотая Психея» (выбор победителей по итогам 1999—2023).
Скончался 31 марта 2020 года в Санкт-Петербурге, на 77-м году жизни.

## Основные публикации

### Учебно-методические работы
- Детская психиатрия. Учебник / Под ред. Э. Г. Эйдемиллера. — СПб.: Питер, 2005. — 1120 с.
- Эйдемиллер Э. Г., Никольская И. М. Психотерапия // Немедикаментозная терапия. Руководство для врачей / Под ред. Н. А. Белякова. — СПб.: Издательский дом СПб МАПО, 2005. — Т. 1. — С. 97-148.
- Эйдемиллер Э. Г., Никольская И. М., Беляков Н. А. Арт-терапия // Немедикаментозная терапия. Руководство для врачей / Под ред. Н. А. Белякова. — СПб.: Издательский дом СПб МАПО, 2005. — Т. 1. — С. 149—232.
- Эйдемиллер Э. Г., Добряков И. В., Никольская И. М. Семейный диагноз и семейная психотерапия: Учебное пособие для врачей и психологов. — СПб.: Речь, 2003. — 336 с.
- Семейная психотерапия. Хрестоматия / Составители Э. Г. Эйдемиллер, Н. В. Александрова, В. Юстицкис. — СПб.: Речь., 2007. — 400 с.
- Практикум по семейной психотерапии: современные модели и методы. Учебное пособие для врачей и психологов / Под ред. Э. Г. Эйдемиллера. — Изд. 2-е, испр. и доп. — Спб.: Речь. — 2010. — 425 с.
- Эйдемиллер Э.Г., Медведев С.Э. Аналитико-системная семейная психотерапия при шизофрении. – СПб.: Речь, 2012. – 207 с.

### Научные работы
- Эйдемиллер Э. Г., Юстицкис В. В. Семейная психотерапия. — Л.: Медицина, 1990. — 192 с.
- Эйдемиллер Э. Г., Юстицкис В. Психология и психотерапия семьи. — СПб.: Питер, 1999.- 656 с.
- Эйдемиллер Э. Г., Никольская И. М. Семейная психотерапия и клиническая психология семьи // Российский семейный врач. — 2005. — Т. 9. — № 2. — С. 16-21.
- Эйдемиллер Э. Г. Групповая психотерапия в контексте мировой культуры // Вопросы психического здоровья детей и подростков. Научно-практический журнал. — 2005. — № 2. — С. 45-55.
- Эйдемиллер Э. Г. Современная нарративная психотерапия // Психическое здоровье. Ежемесячный рецензируемый научно-практический журнал. — 2008. — № 5. — С. 62-67.
- Эйдемиллер Э. Г. Духовное измерение психотерапии и психотерапия духовностью // Психотерапия. — 2010. — № 2. — С. 53-60.

### Интервью
- Эйдемиллер Э. Г., Александрова Н. В., Губанова А. С., Куравина Е. А. Котерапия — эталонное исполнение семейных ролей психотерапевтами // Психологическая газета, 27 февраля 2020 . – URL: http://psy.su (дата обращения: 27.04.2020).
- Эйдемиллер Э. Г., Городнова М. Ю. Становление отечественной патогенетической психотерапии (воспоминания, размышления ветерана и диалог с последователем) // Медицинская психология в России: электронный научный журнал – 2020. – T. 12, № 2(61) . – URL: http://mprj.ru (дата обращения: 27.04.2020).

## Эйдемиллер как художник
В 1965 году Э. Г. Эйдемиллер вошёл в неофициальную группу художников «Санкт-Петербург», организованную М. Шемякиным. На формирование его стиля оказало влияние творчество Михаила Шемякина, Джорджо де Кирико и Фернана Леже. В 1966 году была подготовлена выставка работ М. Шемякина, Э. Эйдемиллера и В. Иванова, но разрешено было выставить только работы М. Шемякина.
Персональные выставки графики Э. Г. Эйдемиллера в галерее «Борей»:
- «Семья: между небом и телом» (с 17 по 28 сентября 2013 года)[6][9]
- «Иллюстрации к драме: „психология и психотерапия семьи“» (с 24 июня по 4 июля 2015 года)[2][10]
- «Сети гибридной реальности» (4 – 15 декабря 2018 года)[11]